# Emilys Liste
Emilys Liste (englischer Originaltitel: Emily’s Reasons Why Not) ist eine US-amerikanische Comedyserie des amerikanischen Networks ABC, die 2006 nach nur einer ausgestrahlten Folge wieder abgesetzt wurde. Die Serie basiert auf dem 2004 erschienenen Buch Emily’s Reason’s Why Not von Carrie Gerlach.

## Handlung
Die Handlung der sieben Folgen dreht sich um die Autorin Emily Sanders (Heather Graham). Nach zahlreichen Problemen mit Männern und der letzten Affäre ihres Freundes Reese (Mark Valley) beschließt Emily, alle künftigen Freunde abzuservieren, sobald sie fünf Fehler an ihnen gefunden hat. Dazu stellt sie Pro- und Kontralisten zu jedem Freund auf.

## Ausstrahlung
Auf Grund der äußerst mangelhaften Quoten (6,2 Millionen Zuschauer) stellte ABC die Serie nach der Pilotfolge ein, die restlichen Folgen wurden nie gezeigt. ORF 1 zeigte alle sieben Folgen der Serie und begann mit der Ausstrahlung am 4. September 2007. Dabei erreicht er bessere Werte als in den USA, die erste Folge hatte einen Marktanteil von immerhin 18 Prozent.